# Peter Bennink
Peter Bennink (* 1. Februar 1945) ist ein niederländischer Jazzmusiker (Altsaxophon, Dudelsack) und Musikmanager.
Bennink, dessen älterer Bruder der Schlagzeuger Han Bennink ist, bildete mit ihm das ursprüngliche Acoustic Swing Duo. 1967 präsentierte er sein Quartett in Radio Hilversum. Seit Ende der 1960er Jahre gehörte er zum Instant Composers Pool. Ab 1971 spielte er im Quartett von Willem Breuker, mit dem er auch aufnahm und 1973 in London auftrat. Als Nachfolger von Peter Schat leitete er als geschäftsführender Direktor ab 1973 das Studio voor Elektroinstrumental Muziek (STEIM) in Amsterdam. Im selben Jahr gehörte er zum Globe Unity Orchestra, 1976 zur Band von Kees Hazevoet. Ab 1978 war er Mitglied des ICP-Tentet. 1982 tourte er mit dem Ensemble von Lol Coxhill in Nordamerika. Tom Lord verzeichnet 19 Aufnahmen zwischen 1968 und 1983.

## Diskographische Hinweise
- Misha Mengelberg, Peter Brötzmann, Evan Parker, Peter Bennink, Paul Rutherford, Derek Bailey, Han Bennink Groupcomposing (ICP 1978, rec. 1970)